# Chytriomyces mammillifer
Chytriomyces mammillifer är en svampart som beskrevs av Persiel 1960. Chytriomyces mammillifer ingår i släktet Chytriomyces och familjen Chytridiaceae.   Inga underarter finns listade i Catalogue of Life.